# Cuisine sino-indonésienne
La cuisine sino-indonésienne (indonésien : masakan tionghoa indonesia) est l'adaptation de la cuisine chinoise à la cuisine indonésienne. Les Chinois d'Indonésie ont apporté leur héritage de cuisine chinoise, en l’agrémentant d'ingrédients locaux, tels que le kecap manis (sauce soja sucrée), le sucre de palme, la sauce arachide, le piment, le santan (lait de coco) et des épices locales. Certains plats et gâteaux sont très similaires à la cuisine sino-malaisienne et singapourienne, représentés par la cuisine nonya des Peranakans.

## Héritage de la cuisine chinoise
La culture culinaire chinoise est très évidente dans la cuisine indonésienne à travers le vocabulaire hokkien, hakka, et cantonais trouvés dans de nombreux plats. Les plats débutants avec bak (肉) indiquent la présence de viande, par exemple bakpau (baozi) ; les plats terminant avec cai (菜) indiquent la présence de légumes, par exemple pecai (chou blanc chinois) et cap cai (légumes mélangés). Les mots mi ou mie (麵) signifient nouille, comme dans le mi goreng (« nouilles frites »).
La plupart de ces mots désignant des plats et des ingrédients sont d'origine hokkien et sont employés en indonésien et d'autres langues vernaculaires des grandes villes. Leur assimilation est telle que la majorité de la population ne reconnaissent plus leur origine minnan. Certains plats très populaires, tels que le nasi goreng, mi goreng, bihun, kwetiau, lumpia et bakpia, ainsi que des accompagnements trouvent leurs origines en Chine.
L'influence chinoise est si évidente dans les villes possédant de fortes communautés chinoises (Jakarta, Cirebon, Semarang, Surabaya, Medan, Palembang, Pontianak), que l'on y retrouve de nombreuses recettes de mi (nouilles) et de tahu (tofu).

## Adaptation à la cuisine locale
La cuisine sino-indonésienne peut varier en fonction des endroits. Par exemple à Java : au centre de l'île, la cuisine sera plus sucrée tandis qu'elle sera plus salée à l'ouest comme à l'est, qui emploient davantage de petis (pâte de crevette). À Medan, Sumatra du Nord comme à Pontianak, Kalimantan occidental, on trouvera une cuisine chinoise plus traditionnelle. Partout ailleurs, on notera une absorption d'ingrédients locaux comme le sambal, les achards ou les échalotes frites.
La majorité du pays étant musulmane, certains ingrédients ont dû adopter les normes halal, en remplaçant le porc par le poulet ou le bœuf, et le lard par l'huile de palme ou le gras de poulet. On trouve toutefois, dans les quartiers asiatiques des grandes villes, des recettes et restaurants contenant du porc, comme le babi kecap (poitrine de porc et sauce soja), char siu, ou le sate babi (sate de porc).

## Liste de plats sino-indonésiens
Voici quelques plats typiques de la cuisine sino-indonésienne.

### Plats
- Asinan, légumes saumurés dans une sauce arachide épaisse, avec des krupuk mie.
- Ayam kluyuk, poulet dans une sauce sauce aigre-douce.
- Babi kecap, poitrine de porc dans du kecap manis (sauce de soja sucrée) et des épices.
- Bakchang ou bacang, riz gluant farci de viande (habituellement de porc) et enroulé dans une feuille de bambou de forme triangulaire.
- Bakmi, plat de nouilles variant selon les régions. Chaque ville a sa propre recette : Bakmi Jawa, Bakmi Bandung, Bakmi Medan, Bakmi Makassar, Bakmi Bangka, etc. Le mot bak-mi est issu du hokkien, qui signifie « viande-nouilles ».
- Bakpau, beignet chinois bouilli, farci avec du poulet, de la viande (normalement du porc), des haricots mungos sucrés ou de la pâte de haricots rouges.
- Bakso, mot minnan pour « viande hachée ».
- Bakwan, mot minnan pour « boulette de bœuf ».
- Bihun goreng, nouilles de riz épaisses frites avec des épices, du piment et du kecap manis.
- Cap cai, mot minnan désignant un mélange de plusieurs légumes. Habituellement servis frits accompagnés de poulet.
- Cakwe, beignet chinois, ou pain frit, servi avec une sauce aigre-douce épicée.
- Cha sio, porc au barbecue, servi avec du riz, des œufs et du concombre, plat populaire à Medan.
- Fu yung hai, parfois appelé pu yung hai, est un type d'omelette fourrée de légumes et de viande (chair de crabe, crevettes ou poulet émincé), servie dans une sauce aigre-douce.
- Haisom cah, concombre de mer frit avec de l'ail, de l'oignon, des champignons hokio, des cébettes, de l'émincé de poulet, de la sauce soja et de la sauce aux huitres.
- Ifu mie, nouilles séchées dans une sauce épaisse, avec de la viande ou du poisson.
- Ikan malas tim, « poisson betutu » (Oxyeleotris marmorata) bouilli dans une sauce à base de gingembre et de soja.
- Kakap asam manis, vivaneau rouge cuit dans une sauce sauce aigre-douce.
- Kakap tahu tausi, vivaneau rouge avec du tofu et du douchi dans une sauce tauco.
- Kekian, rouleau de crevettes (parfois remplacées par du poissons ou du poulet), mélangé avec du tapioca, de l’œuf, du sel et du poivre. Similaire au ngo hiong, mais sans cinq épices. Il peut être bouilli ou frit et mangé en entier, ou coupé en morceaux et utilisé en accompagnement d'autres plats comme le cap cai.
- Kepiting saus tiram, crabe dans une sauce d'huître.
- Kwetiau ayam, nouilles plates bouillies (shahe fen) avec des dés de poulet.
- Kwetiau goreng, plat de nouilles plates frites, similaire au char kuay teow.
- Kwetiau siram sapi, nouilles plates avec du bœuf dans une sauce épaisse.
- Kuping babi kecap, oreille de porc dans une sauce soja sucrée.
- Laksa, soupe de nouilles épicée issue de la cuisine nyonya, surtout présente en Malaisie et Singapour. Les versions indonésiennes s'appellent laksa betawi et laksa bogor.
- Lindung cah fumak, anguille servie avec de la laitue frite et de la levure de riz rouge.
- Lumpia, rouleau de printemps d'origine hokkien et de Chaozhou.
- Lontong cap go meh, lontong dans du lait de coco, avec du poulet opor ayam, du foie pimenté, du sayur lodeh et des telur pindang (œufs).
- Locupan, nom sino-indonésien pour le lao shu fen, petites nouilles « queue-de-rat ».
- Mie ayam, nouilles jaunes de blé, garnies d'émincé de poulet, assaisonnées de sauce soja.
- Mie campur ou bakmi campur, plat de nouilles à la viande ; il s'agit de nouilles jaunes de blé, garnies de viandes, à savoir d'un assortiment de plusieurs viandes, comme que le char siew, des poitrines de porc croustillantes et des saucisses de porc.
- Mie goreng, nouilles frites avec des épices, du piment et du kecap manis.
- Mie kering, nouilles sèches dans une sauce épaisse.
- Mi rebus, nouilles bouillies.
- Mie tarik, lit. : « nouilles tirées », nom local pour désigner le la mian.
- Mie yamin, plat de nouilles au poulet dans une sauce soja sucrée, proche du mie ayam mais plus sucré par l'emploi du kecap manis.
- Mun tahu, tofu soyeux avec des crevettes et du poulet émincé dans une sauce blanche épaisse.
- Nasi campur, plat de riz accompagné de viande.
- Nasi goreng, riz frit avec du piment, des épices et du kecap manis.
- Nasi tim, riz au poulet, servi dans un bouillon de poulet.
- Ngo hiong, rouleau d'émincé de viande (porc, poulet, poisson ou crevette) assaisonné avec du cinq épices.
- Otak-otak, poisson grillé servi dans une feuille de bananier avec de la sauce arachide épicée.
- Pangsit goreng/kuah, wonton frit ou en soupe.
- Pau, mot chinois signifiant « beignet » ; parfois appelé bak-pau, signifiant « viande-beignet », qui est un beignet fourré de diverses viandes.
- Pempek, espèce de croquette de poisson à base de chair de wahoo et de tapioca servie avec du vinaigre épicé et du sucre de palme. Spécialité de la ville de Palembang.
- Rujak juhi ou mie juhi, proche de l'asinan, légumes saumurés dans une sauce arachide, accompagnés de krupuk mie, de nouilles jaunes et de juhi (seiches sautées).
- Rujak shanghai, fruits de mer et méduses saumurés, avec des légumes et une sauce aigre-douce.
- Sate babi, sate de porc que l'on peut trouver dans les quartiers chinois, spécialement à Glodok, Pecenongan et Senen autour de Jakarta. Le plat est également populaire à Bali et aux Pays-Bas.
- Sapo, mot chinois désignant un plat en terre. La recette la plus connue est le sapo tahu, à savoir une préparation de tofu avec des légumes, du poulet ou du poisson, cuit dans un plat en terre.
- Sekba, soupe traditionnelle chinoise à base d'abats de porc (intestins, tripes, langue, foie, poumons, cœur, oreilles et groins) et d’œuf, de tofu et de légumes saumurés, servis dans un bouillon épicé.
- Soto, soupe traditionnelle à base de bouillon, de viande et de légumes.
- Soto mie, soupe de nouilles épicée.
- Siomay, raviolis de chair de poisson bouillie, proche du dim sum chinois, mais servis à l'indonésienne, dans une sauce arachide.
- Sup hisit, soupe de requin.
- Sup sarang burung, soupe de nid d'hirondelle.
- Swikee, plat de cuisses de grenouilles.
- Tahu bandung ou tahu yun yi, tofu ferme et mou, de couleur jaune par l'emploi de curcuma. Spécialité de la ville de Bandung. Servi frit.
- Tahu goreng, tofu frit dans une sauce arachide ou une sauce soja avec des piments sautés. Le mot « tau-hu » provient également du chinois signifiant « pousse de haricot ».
- Tahu tauco, tofu dans une sauce tauco.
- Tauge tahu, parfois abrégé en ge-hu, pousse de soja et tofu frits.
- Telur asin, œuf de cane.
- Telur pitan, œuf de cane saumuré de couleur noire.
- Telur teh, œufs au thé noir.
- Tim daging, émincé de viande bouilli (habituellement du porc) et des œufs.

### Desserts et pâtisseries
- Bakpia, gâteau farci de haricot mungo, originaire de la province de Fujian. En Indonésie, il est également appelé bakpia pathok, d'après le nom d'un quartier de Yogyakarta spécialisé dans cette pâtisserie.
- Cincau, boisson de gelée d'herbe avec de la  glace pilée, du lait de coco et du sucre.
- Dodol cina, ou dodol chinois, nom local du nian gao. Riz gluant avec du sucre de palme.
- Kembang tahu, gâteau de tofu mou et sirop sucré de gingembre.
- Kuaci, graines de tournesol ou de pastèque séchées et salées.
- Kue bulan, nom local du gâteau de lune.
- Kue ku, gâteau gluant à base de farine de riz avec une garniture sucrée. Identique au ang ku kueh chinois (gâteau de tortue rouge).
- Kue moci, riz gluant fourré de pâte de cacahuète et recouvert de graines de sésame.
- Nopia, petite pâtisserie à base de sucre de palme. Spécialité de Purbalingga et Banyumas à Java central.
- Onde-onde, boulette de riz gluant frit, farcie de pâte de cacahuète et couverte de graines de sésame, similaire au jin deui.
- Sekoteng, boisson chaude à base de gingembre, de cacahuètes, de morceaux de pain et de pacar cina.